# 1세대 원자로
1세대 원자로(Gen I)는 1954년 ‘평화적인 원자력 이용’을 위해 원자력을 상업화한 이후 가동되기 시작한 원형동력로를 말한다.   
1951년 미국 아이다호주에 있는 국립원자력시험장에서 ‘EBR-1(Experimental Breeder Reactor 1)’이라는 실험용 원자로가 세계 최초로 전기를 생산하였으나 전력망에 연결하여 전기를 공급하는 규모는 아니었다. 1954년 구소련(현재의 러시아)의 오브닌스크 원자력발전소가 세계 최초로 전력망에 연결하여 원자력발전을 시작하였다. 오브닌스크 원자력발전소는 이후 48년 동안 운영된 후 2002년 4월 29일 운전을 종료했다.    
오브닌스크 원자력발전소가 최초로 전력망을 연결했다면 1956년 건설된 영국의 콜더홀 원자력발전소는 원자력발전 시대의 막을 열었다고 평가된다. 오브닌스크 원자력발전소는 전력 생산량이 많지 않아 콜더홀 원자력발전소에 비하면 실험 수준이었기 때문이다. 콜더홀 원전은 영국의 풍부한 석탄자원을 이용하여 개발된 고온가스로 방식의 마그녹스(Magnox)형 원자로와 잠수함 추진기관에서 사용했던 가압경수로 방식을 응용한 형태였다.   
미국에서는 민간용 상업 원자력발전소의 신호탄인 펜실베이니아주의 쉬핑포트(1957~1982) 원자력발전소와 일리노이주의 드레스덴-1(1960~1978) 원자력발전소가 발전을 시작하였다. 이 시기의 원자로를 제1세대 원자로라고 한다. 쉬핑포트 원전의 설계는 웨스팅하우스가 담당했다. 이런 원자로는 원자로의 개념을 입증하는 수준의 전력을 생산하는 정도였다. 